# Carmen Clemente Travieso
Carmen Clemente Travieso (1900 Phản1983) là một nhà báo và nhà hoạt động vì quyền phụ nữ người Venezuela. Cô là sinh viên tốt nghiệp đầu tiên của Đại học Trung tâm Venezuela với tư cách là một phóng viên và là một trong những phụ nữ đầu tiên làm việc như một nhà báo toàn thời gian ở Venezuela. Cô là một trong những nhóm phụ nữ sớm nhất gia nhập Đảng Cộng sản Venezuela và tích cực làm việc vì quyền bầu cử của phụ nữ. Cô là người đồng sáng lập một tổ chức ủng hộ cải cách nhà tù và là người đồng sáng lập Hiệp hội Nhà báo Venezuela.

## Tiểu sử
Carmen Clemente Travieso được sinh ra vào ngày 24 tháng 7 năm 1900 tại Venezuela, Venezuela, cùng với Mercedes Eugenia Travieso và Lino Clemente. Cha cô mất khi còn nhỏ và cô được nuôi dưỡng tại nhà của bà ngoại cùng với bốn anh chị em khác. Năm mười bảy tuổi, cô đi cùng một người dì đến thành phố New York, nơi cô học lớp tiếng Anh và làm việc trong nhà máy thêu của Tập đoàn Bucilla. Cô cũng bắt đầu liên quan đến quyền của phụ nữ và trở thành một nhà hoạt động vì đã giúp đỡ những người mắc bệnh phong.
Trở về Caracas vào năm 1927, Clemente đã tham gia vào phong trào sinh viên để lật đổ nhà độc tài Juan Vicente Gómez. Khi làm việc trong thư viện của Rudolph Dolge, cô đã tham gia "Madrinas de Guerra", một nhóm phụ nữ chuyên mang thức ăn và dụng cụ y tế cho học sinh và tù nhân của cuộc xung đột chính trị trên. Cô cũng tham gia với Juan Bautista Fuenmayor, Kotepa Delgado  và Rodolfo Quintero, người thành lập Đảng Cộng sản Venezuela. Cô ấy đã giúp họ thành lập một trung tâm nghiên cứu để phổ biến ý tưởng của họ và một năm sau đó đã tổ chức chuyến đi đầu tiên để kết nạp phụ nữ vào Đảng này. Năm 1932, cô bắt đầu viết cho tờ báo ngầm El Martillo và sẽ tiếp tục hợp tác với nó cho đến năm 1941.
Clemente trở thành nữ phóng viên đầu tiên tốt nghiệp Đại học Trung tâm Venezuela (tiếng Tây Ban Nha: Universidad Central de Venezuela) (UCV). Năm 1936, cô tham gia vào Femenina Agrupacion văn hóa (Hiệp hội Văn hóa Phụ nữ) và bài báo xuất bản trong Ahora, La Esfera và El Nacional về sự bất bình đẳng về pháp lý và sự cần thiết của pháp luật trẻ em bảo vệ. Clemente là giám đốc của tổ chức này trong thập kỷ tiếp theo và là người đứng đầu tạp chí La Cultura de la Mujer. Trong suốt những năm 1930, cô đã viết các bài báo về vệ sinh, trẻ em vô gia cư, bình đẳng của phụ nữ và thiếu quyền cũng như phân tích văn hóa về các vấn đề xã hội. Năm 1937, cô là người sáng lập Liga Nacional Pro-Presos (Liên đoàn Quốc gia Hỗ trợ Tù nhân), người đã tìm cách cải tạo nhà tù.

### Trích dẫn
1. 1 2  Prensa Inamujer 2015.
2. 1 2  Ministerio de la Mujer 2016.
3. ↑  Morgan 2016.
4. ↑  Pérez & Ruiz 2010.
5. ↑  Chonology 2016.